# سکتور ۳
سکتور ۳ (انگلیسی: Sector3) شرکت بازی ویدئویی سوئدی است، که در سال ۲۰۰۳ تأسیس شد.